# Ganggrab Säm

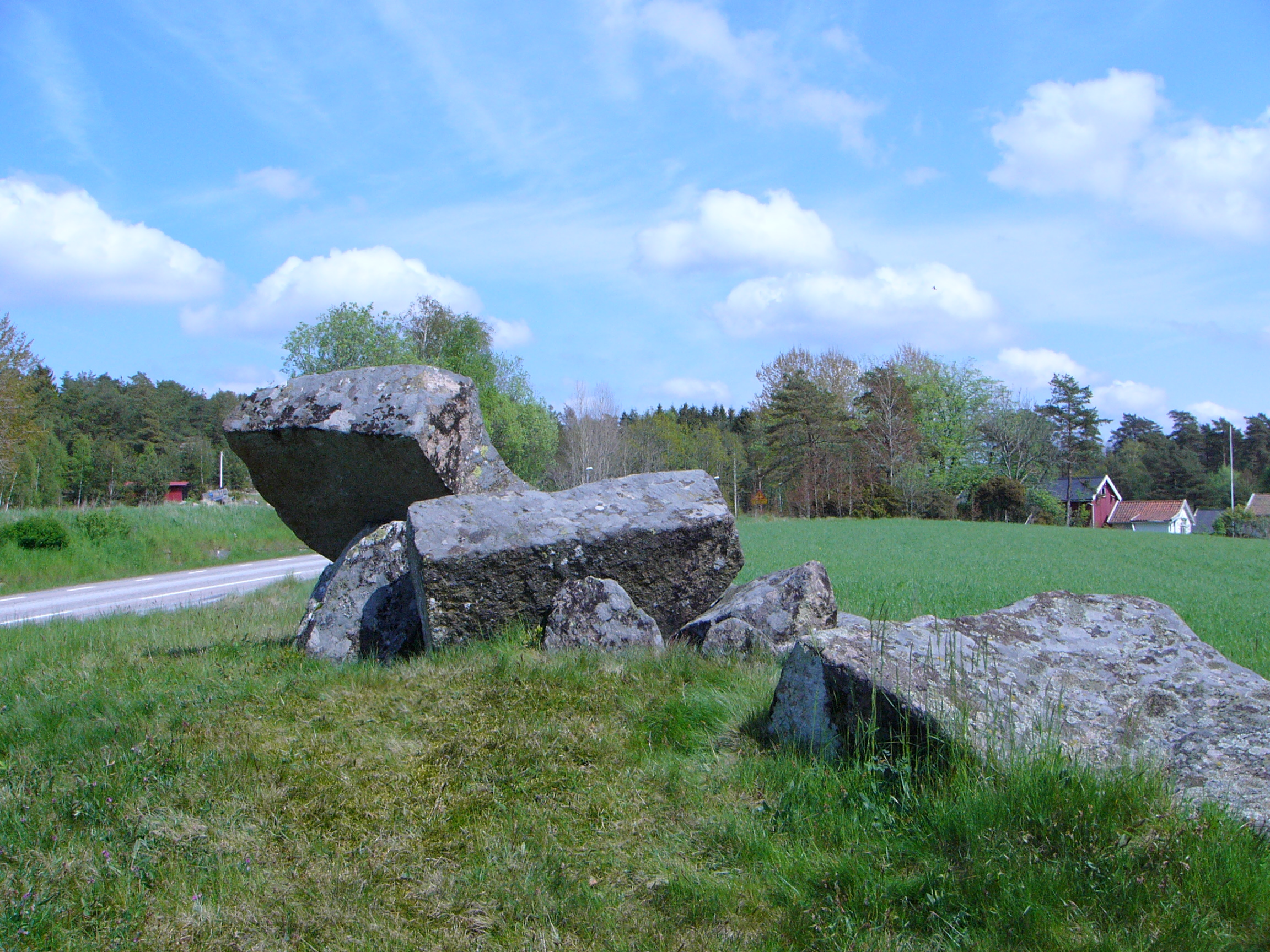
Ganggrab Säm

Das Ganggrab Säm (auch Ludesten genannt) liegt östlich von Tanums Station nahe der Straße 163 westlich von Tanumshede in Bohuslän in Schweden.
Es wurde während der Jungsteinzeit, vor etwa 5000 Jahren von den Trägern der Trichterbecherkultur (TBK) gebaut. Das Ganggrab ist eine Bauform jungsteinzeitlicher Megalithanlagen, die aus einer Kammer und einem baulich abgesetzten, lateralen Gang besteht. Diese Form ist primär in Dänemark, Deutschland und Skandinavien, sowie vereinzelt in Frankreich und den Niederlanden zu finden. Als die Megalithanlage errichtet wurde, lag das Land etwa 20 Meter niedriger als heute.
Die Anlage ist schwer zerstört, so ist es schwierig, Einzelheiten zu erkennen. Der Deckstein ist in drei Teile zerbrochen, von denen einer zwischen die Tragsteine verstürzt ist. Auf den Decksteinstücken und anderen Steinen neben dem Grab gibt es insgesamt etwa 80 Schälchen und einige Rillen. Es ist unmöglich, festzustellen, ob die Gruben eingepickt wurden als das Grab noch in Nutzung war, oder erst während der Bronzezeit.